# Ripidius primordialis
Ripidius primordialis is een keversoort uit de familie waaierkevers (Rhipiphoridae). De wetenschappelijke naam van de soort is voor het eerst geldig gepubliceerd in 1877 door Stein.